# Nambakor
Nambakor is een bestuurslaag in het regentschap Sumenep van de provincie Oost-Java, Indonesië. Nambakor telt 1535 inwoners (volkstelling 2010).